# Wir Schildbürger
Wir Schildbürger ist ein deutsches Puppenspiel der Augsburger Puppenkiste in 13 Folgen aus dem Jahr 1972 im Auftrag der Telefilm Saar GmbH. Das Spiel handelt von den berühmten Schildbürgerstreichen, frei nach Gustav Schwab.

## Handlung
Die Handlung wurde hier in 13 Abschnitte aufgeteilt:

### Die Weisen von Schilda
Schilda, 1622: Schilda ist eine ruhige Stadt, die keine Männer hat. Die weibliche Bevölkerung wird immer wütender, denn außer dem Stadtschreiber, dem Pfarrer und dem Torhüter ist weit und breit keine männliche Bevölkerung mehr. Es muss sich was ändern!

### Wie die Schildbürger ein Rathaus bauen
Die Männer von Schilda sind zurück, und das bedeutet, dass eine Regierung her muss. So beschließen sie, ein Rathaus zu bauen. Wenn doch bloß jemand daran gedacht hätte, dass eigentlich jedes Haus auch Fenster hat …

### Das Salzkraut
Das Salz ist ein wichtiges Gewürz. Doch für die Schildbürger wird das Salz zu teuer. So beschließen sie, selber Salz zu „züchten“. Sie freuen sich schon auf ihre schmackhafte Salzsuppe. Doch was dabei heraus kommt, ist weniger schmackhaft …

### Vom Schweinehirt zum Bürgermeister
Die Ratsherren von Schilda haben beschlossen, dass ein Bürgermeister her muss. Der Schweinehirt Georg Christian Tröltsch stellt sich zur Wahl auf …

### Der Besuch des Kaisers
Der Stadtschreiber von Schilda schreibt das Jahr 1624, als ein Abgesandter von Kaiser Ferdinand nach Schilda kommt, um zu berichten, dass seine Majestät Schilda einen Besuch abstatten will. Doch der Empfang wird alles andere als gut: Die Schildbürger empfangen den Kaiser auf Steckenpferden und Senf eignet sich eher weniger als Geschenk für einen Kaiser …

### Ein Pelz für die Frau Bürgermeisterin
Die Gerüchteküche brodelt mal wieder: Josephine Tröltsch, Frau des Bürgermeisters, will einen Pelzmantel. Angeblich beanspruchte dafür ihr Gatte Geld aus der Gemeindekasse. Und schon bricht ein Volksaufstand aus …

### Wenn ein Schildbürger den Kopf verliert
Dionys Blasbalg ist Töpfergeselle und will in den Stadtrat von Schilda. Doch dafür muss er etwas Besonderes tun. Beim Fluss steht ein Baum sehr ungünstig, den will er umpflanzen. Ob das gut geht?

### Die große Wurst
Es herrschen Kriegszeiten im ganzen Land. Und gerade hat die Bevölkerung den Verlust einer Kuh ertragen müssen. Die Schildbürger beschließen daher, eine lange Wurst für schlechte Zeiten herzustellen. Doch die Wurst liegt überall im Weg …

### Wo ein Schildbürger das Herz hat
Der junge Sixt Ölhafen ist in die Tochter des Pelzhändlers Winter verliebt. Er will sie heiraten. Doch dafür muss er erst eine harte Prüfung bestehen …

### Die versenkte Glocke
Da Kriegszeiten herrschen, beschließt der Stadtrat, die Glocke auf dem Kirchturm zu verstecken. Doch der Fluss ist nicht der richtige Ort …

### Der Fremde mit der Schere
Ein eigenartiger Fremder wagt sich eines Tages nach Schilda. Die Schildbürger grübeln. Er hat zwei Scheren, er kann kneifen …

### Träume einer Schildbürgerin
Nach dem Verlust sehnt sich Apollonia Blasbalg nach einer neuen Liebe. Das zeigt sie, indem sie nachts schlafend auf Dächern spaziert …

### Der Maushund
Ein Fremder mit einem merkwürdigen Tier kommt nach Schilda. Das Tier frisst die ganze Zeit Mäuse, und da die Mäuseplage schlimmer geworden ist, überlegen die Schildbürger, ob sie so ein Tier nicht gebrauchen könnten …

## Hintergrund
- Wir Schildbürger ist die erste Fernsehproduktion, die nicht vom Hessischen Rundfunk produziert wurde. Das Puppenspiel wurde von der Telefilm Saar GmbH im Auftrag der Werbefunk Saar GmbH produziert.
- Wir Schildbürger wurde vom 25. Mai bis zum 27. August 1973 jeden Montag (mit Ausnahme des Pfingstmontags am 11. Juni) im Regionalprogramm in der ARD für SR ausgestrahlt. Die Uhrzeit war immer von 18:00 Uhr bis 18:15 Uhr vor dem Sandmännchen.
- Anfang der 1970er Jahre bearbeitete Wolfgang Kirchner die Schildbürgerfassung von Gustav Schwab. Diese Neuerzählung wurde von der Augsburger Puppenkiste als Stoff genutzt.
- Zum ersten Mal wurde nicht Augsburger Puppenkiste, sondern Augsburger Marionettentheater im Vorspann eingeblendet. Zudem wurde der Kistendeckel nicht eingesetzt.

## Synchronisation
| Figur                                  | Sprecher                |
| -------------------------------------- | ----------------------- |
| Chronist und Stadtschreiber            | Walter Laugwitz         |
| Bürgermeister Georg Christian Tröltsch | Walter Oehmichen        |
| Josephine Tröltsch, seine Frau         | Rose Oehmichen          |
| Ratsherr Alois Mörtel                  | Herbert Meyer           |
| Ratsherr Muffel                        | Ernst Ammann            |
| Ratsherr Eseler                        | Hanns-Joachim Marschall |
| Ratsherr Schweinichen                  | Arno Bergler            |
| Ratsherr Schopper                      | Sepp Wäsche             |
| Kaiser Ferdinand                       | Klaus Martin Heim       |
| Pfarrer Frommel                        | Manfred Jenning         |
| Maharadschi Arun Asif Ali              | Manfred Jenning         |
| Herr Zundel                            | Klaus Martin Heim       |
| Hahnenwirt                             | Gotthard Ebert          |
| Hahnenwirtin                           | Margot Schellemann      |
| Herr Schabenkäs                        | Manfred Jenning         |
| Apollonia Blasbalg                     | Christl Peschke         |
| Dionys Blasbalg                        | Max Bössl               |
| Sixt Ölhafen                           | Bernd Rumpf             |
| Meister Winter                         | Gerhard Jentsch         |
| Kriegsminister von Bomsdorff           | Arno Bergler            |
| Amalie Winter                          | Gerlind Ohst            |
| Hans Bös, Torwart                      | Max Bössl               |
| Frau Ölhafen                           | Inge Conradi            |
| Jörg Gröbel                            | Erich Ziemann           |
| Jakob Lederer                          | Erich Ziemann           |
| Herr Stichling                         | Hermann Kopp            |
| Prinz Ferdinand                        | Manfred Jenning         |
| Berta                                  | Antje Büttner           |
| Student Krempel                        | Hans B. Goetzfried      |
| Student Strigel                        | Hanns-Joachim Marschall |
| Student Zänker                         | Max Bössl               |
| Frau Schweinichen                      | Margot Schellemann      |
| Herr Fackeldey                         | Ernst Ammann            |
| Frau Zundel                            | Rose Oehmichen          |
| Korporal Mildschütz                    | Ernst Ammann            |
| Frau Bös                               | Margot Schellemann      |
| General Wackerbarth                    | Sepp Wäsche             |
| Landstreicher                          | Manfred Jenning         |
| Erhard Schürstab                       | Gerhard Jentsch         |

## Medien
Die Produktionsfirma Telefilm Saar GmbH konnte die 35-mm-Filmbänder nicht mehr in ihrem Archiv finden. Im Archiv befand sich noch eine Kopie des Bildmaterials auf 16-mm-Schmalfilmband, allerdings ohne Ton. VPS, ein VHS-Label aus München, fand noch eine MAZ-Kopie in einer schlechten Bildqualität, aber dafür mit gutem Ton. 2009 erschien bei S.A.D. Home Entertainment die gleichnamige DVD, mit allen 13 Folgen. Die Folgen sind auf zwei DVDs verteilt.